# Naval Act of 1794

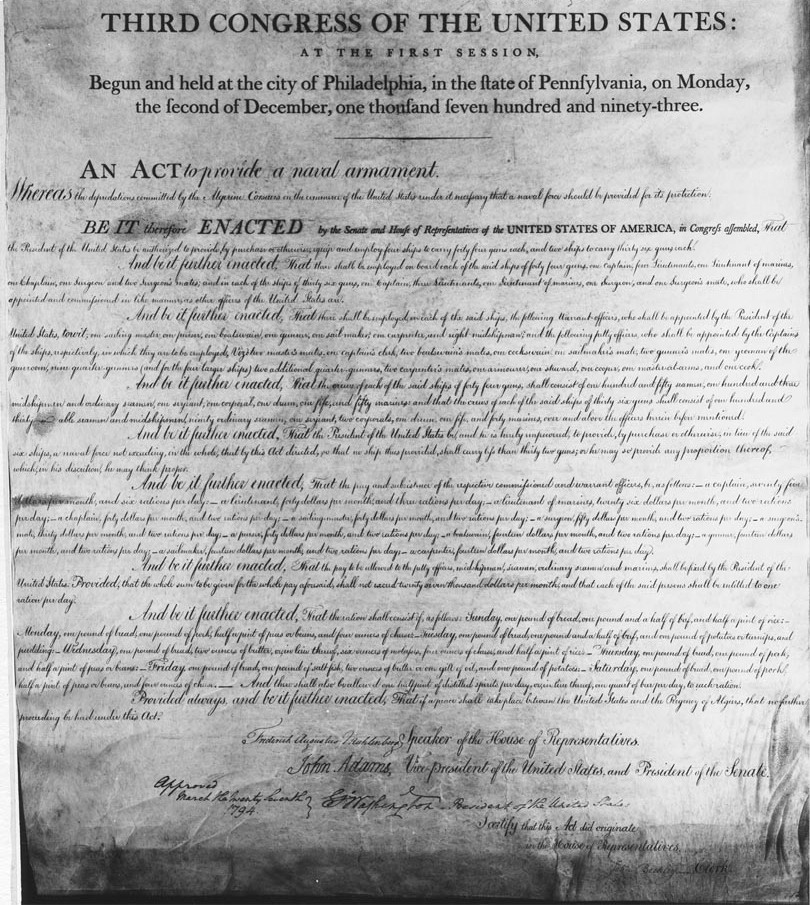
Le Naval Act of 1794 original.

Le Naval Act of 1794 (« Loi navale de 1794 »), officiellement en anglais : Act to Provide a Naval Armament (« Loi visant à fournir un armement naval ») est une loi votée par le Congrès des États-Unis le 27 mars 1794 pour établir une flotte de guerre fédérale. Cette force devint finalement l'United States Navy et les premiers navires, des frégates, furent surnommés les « six frégates originelles de l'United States Navy ».

## Contexte
En août 1785, peu après la fin de la guerre d'indépendance, le Congrès des États-Unis vend l'USS Alliance, le dernier navire restant de la Continental Navy en raison d'un manque de fonds,,. Depuis lors et jusqu'à 1797, le seul service maritime armé des États-Unis est l'United States Revenue Cutter Service, fondé à l'instigation du secrétaire du Trésor des États-Unis Alexander Hamilton en 1790 et prédécesseur de l'United States Coast Guard,.
En 1785, les pirates barbaresques, en particulier ceux de la régence d'Alger, commencent à s'emparer des navires de commerce américains se trouvant en Méditerranée. L’ambassadeur américain en France Thomas Jefferson exhorte à la création d'une force navale américaine pour protéger les navires marchands américains en Méditerranée. Les recommandations de Jefferson sont initialement accueillies avec indifférence. Toutefois, le Congrès en 1786, et le Sénat en 1791, commencent à discuter de diverses propositions sur la constitution d'une force navale, y compris la question de financements pour la construction de frégates, mais aucune ne donne suite. Seulement en 1793, Alger a déjà capturé onze navires marchands supplémentaires et leurs équipages étaient détenus en attendant le paiement d'une rançon. Les propositions pour constituer une marine sont enfin prises au sérieux.
La piraterie n’est pas un problème avant la révolution américaine. À l'époque des treize colonies, la Royal Navy protège les navires marchands américains comme sujets de la Couronne britannique. Après la guerre d'Indépendance américaine, sans la protection britannique, de nombreuses puissances étrangères pensent pouvoir harceler les navires marchands américains en toute impunité,. En outre, avec le début de la Révolution française, la Grande-Bretagne interdit les navires marchands américains soupçonnés de commercer avec la France. La France, avec des craintes similaires, adopte la même attitude vis-à-vis des navires américains. Le gouvernement américain est impuissant et ne peut s’y opposer,. C’est un changement philosophique majeur pour la jeune République, dont de nombreux dirigeants estimaient jusqu'alors qu'une Marine serait trop coûteuse, trop impérialiste, et provoquerait inutilement les puissances européennes. En fin de compte, cependant, sa création est jugée nécessaire pour protéger les intérêts américains en mer.

## Proposition de loi

### Vote du Naval Act
Il existe une forte opposition politique à la construction d’une marine de guerre. Les principaux opposants sont plutôt situés politiquement du côté du Parti républicain-démocrate. Ces derniers craignent une augmentation des impôts et considèrent la construction d’une marine comme une dépense lourde et inutile. Certains suggèrent même que le fait de payer un tribut aux états de la Côte des Barbaresques serait préférable et moins coûteux. Ils dénoncent aussi cette loi comme l’expression d’une accentuation du pouvoir fédéral. Ils y voient aussi une source potentielle de conflit avec les puissances étrangères. Enfin, il y a une crainte ancienne plus profonde qui relie la marine au développement d'une aristocratie navale qui pourrait être nuisible à la construction d'une jeune république.
En général, le Parti fédéraliste soutient quant à lui le Naval Act. Il y voit le meilleur moyen de défendre les côtes américaines, ses navires marchands et, donc, son commerce. Il pense aussi que la construction d’une marine, même petite, pourrait avoir un effet dissuasif sur une potentielle agression étrangère.
Le 2 janvier 1794, un comité est formé pour déterminer quel type de navire devrait être construit. Un projet de loi est alors présenté à la Chambre des représentants des États-Unis, prévoyant la construction ou l'achat de plusieurs navires de guerre. Le 20 janvier 1794, avec une marge étroite de 46-44, la Chambre des représentants vote pour la construction d'une marine et elle forme un comité pour déterminer la taille, le coût et le type de navire à construire. Le Secrétaire à la Guerre des États-Unis Henry Knox soumet des propositions au comité décrivant la conception et le coût des navires de guerre,. Pour apaiser la forte opposition au projet de loi à venir, le parti fédéraliste insère une clause dans le projet de loi qui mettrait un arrêt brusque à la construction des navires si les États-Unis obtenaient un accord de paix avec le sultanat d'Alger,.
Le projet de loi est présenté à la Chambre le 10 mars et validé comme Naval Act of 1794 par une marge de 50 à 39. La loi est confirmée au Sénat sans opposition le 19 mars 1794,. Le président George Washington signe la loi le 27 mars. Elle prévoit l'acquisition, par achat ou construction, de quatre navires de quarante-quatre canons chacun, et deux navires de trente-six canons chacun. Elle prévoit aussi les fonds nécessaires pour le fonctionnement des navires, pour payer les soldes des officiers et des marins, et décrit comment chaque bateau doit être équipé. La loi alloue en tout 688 888 $ pour financer ce projet,.

### LeNaval Act of 1794
En plus de l'article 1 qui autorise l'achat ou la construction des 6 navires, les articles 2, 3 et 4 de la loi définissent la constitution de l'équipage. Pour les navires de classe 44 canons, l'équipage doit comprendre un capitaine, quatre lieutenants, un lieutenant d'infanterie de marine, un aumônier, un chirurgien, et deux assistants chirurgiens. Pour les navires de classe 36 canons, l'équipage doit comprendre un capitaine, trois lieutenants, un lieutenant d'infanterie de marine, un chirurgien et son assistant. L'article 3 détaille aussi les officiers qui sont nommés par le Président des États-Unis, à savoir : un Master (naval) (en), un commissaire de bord, un maître d'équipage, un canonnier, un  maître voilier, un charpentier, et huit aspirants ; et les officiers de marine suivants qui sont nommés par les capitaines des navires : deux Master's mate (en), un clerc pour le capitaine, deux assistants du maître d'équipage, un assistant du maître voilier, deux assistants canonniers, un Yeoman de la salle des armes à feu, neuf artilleurs — et pour les quatre plus grands navires, deux artilleurs supplémentaires —, deux assistants charpentiers, un armurier, un commissaire, un tonnelier, un maître d'armes, et un cuisinier. L'article 4 prévoit qu'en plus des marins déjà mentionnés, les quatre navires de quarante-quatre canons se composent de 150 marins, 100 aspirants et matelots, un sergent, un caporal, un tambour, et cinquante marines. Cet article précise également que les équipages de chacun des navires de trente-six canons se composent de cent trente matelots qualifiés et aspirants, quatre-vingt dix matelots, un sergent, deux caporaux, un tambour et quarante marines.
L'article 6 détaille la soldes des différents officiers et marins. Il est prévu par exemple de payer un capitaine soixante-quinze dollars par mois et l'équivalent de six rations alimentaires par jour ; un lieutenant, quarante dollars par mois et trois rations par jour ; un chirurgien, cinquante dollars par mois, et deux rations par jour ou encore un charpentier, quatorze dollars par mois et deux rations par jour. L'article 7 indique que le total des soldes versées ne doit pas excéder 27 000 dollars par mois. Tout marin a le droit à au moins une ration par jour. Cette ration quotidienne peut être constitué par exemple d'une livre de pain, une demi pinte de riz, une demi portion de bœuf ou encore d'une livre de pain, un poisson, un peu de beurre et de pomme de terre. Les autres aliments pouvant rentrer dans la constitution des repas sont du porc, des pois, des haricots, des navets, du pouding et du fromage. Le texte prévoit aussi une demi-pinte de spiritueux distillés par jour ou en remplacement de celui-ci, un quart de bière par jour à chaque ration.
L'article 9 prévoit que si une paix a lieu entre les États-Unis et la régence d'Alger, la présente loi serait caduque.

## Conséquences
Le Département de la Marine des États-Unis n’étant pas encore créé, la responsabilité de la conception et de la construction incombe au Département de la Guerre, dirigé par Henry Knox. Dès 1790, Knox consulte diverses autorités concernant la conception des navires. Joshua Humphreys est généralement considéré comme le principal concepteur des six frégates, mais les capitaines John Foster Williams (en) et John Barry et les constructeurs Josiah Fox et James Hackett sont également consultés,. Les plans de conception finaux sont soumis au président George Washington pour approbation. Ce dernier approuve les plans des frégates et rejette donc l’autre option autorisée par le Naval Act d’acheter et convertir des navires marchands en navires de guerre.
En mars 1796, la construction des frégates progresse lentement, alors qu’un accord de paix a été annoncé entre les États-Unis et Alger. Conformément à la clause 9 du Naval Act of 1794, une clause qui spécifie que la construction des frégates doit être interrompue si la paix est conclue, la construction des six navires est interrompue. Après un certain temps de débats suscités par le président George Washington, le Congrès adopte une loi le 20 avril 1796 permettant la construction et le financement des trois navires, les plus proches de la fin de construction : l'USS United States, l'USS Constellation et l'USS Constitution.
Mais fin 1798, la France commence à saisir les navires marchands américains et en même temps, une tentative de résolution diplomatique aboutie à l'affaire XYZ. Ces évènements incitent le Congrès à voter le Naval Act of 1798 qui alloue notamment des fonds à l'achèvement des trois frégates restantes : l'USS President, l'USS Congress et l'USS Chesapeake. La première frégate prévue par le Naval Act mise en service est l'USS United States en juillet 1797, la dernière l'USS President en août 1800.
Construit en 1797 et préservé jusqu'à nos jours, l'USS Constitution est le plus vieux navire encore en service actif dans le monde.

### Source primaire
- The Act to Provide a Naval Armament (1 Stat. 350, also known as the Naval Act), United States Statutes at Large, vol.1, 3rd Congress, 1st Session, Chap. 12,  27 mars 1794. lire en ligne

### Monographies
- (en) Gardner Weld Allen, Our Navy and the Barbary Corsairs, Boston, New York et Chicago, Houghton Mifflin, 1905, 354 p. (OCLC 2618279, lire en ligne)
- (en) Gardner Weld Allen, Our Naval War With France, Boston, New York et Chicago, Houghton Mifflin, 1909, 323 p. (OCLC 1202325, lire en ligne)
- (en) George C. Daughan, If By Sea : The Forging of the American Navy - From the Revolution to the War of 1812, New York, Basic Books/First Edition edition, 2008, 568 p. (ISBN 978-0-465-01607-5, OCLC 190876973)
- (en) William M. Fowler, Jack Tars and Commodores : American Navy, 1735-1815, Boston, Nex York, Houghton Mifflin, 1984, 260 p. (ISBN 978-0-395-35314-1, OCLC 10277756)
- (en) Marshall Smelser, The Congress Founds the Navy, 1787–1798, University of Notre Dame Press/LLC, 1959, 238 p. (ISBN 978-1-258-26518-2, OCLC 422274)
- (en) Spencer C Tucker, The Encyclopedia of the Wars of the Early American Republic, 1783–1812 : A Political, Social, and Military History, ABC-CLIO, 2014, 1067 p. (ISBN 978-1-59884-157-2, lire en ligne)

### Ressources numériques
- (en) J. R. Potts, « The USS United States became Americas first-ever Navy vessel », sur militaryfactory.com, 9 mai 2013 (consulté le 14 janvier 2015)
- (en) « The formation of the US Navy : An Act to Provide a Naval Armament, March 18, 1794 », sur The Mariners' Museum, 2000 (consulté le 14 janvier 2015)